# 孟波 (電影)
《孟波》，1996年上映的香港動作片，改編自日本漫畫《城市獵人》。由周文健、孫佳君、吳康寧、宣萱、雷宇揚等人主演。

## 故事簡介
孟波（周文健飾）本是香港皇家警察飛虎隊成員，在一次特別行動中因忙着追女仔而遲到，雖然女警官芽子（葉芳華飾）為他求情，但還是被上司紀Sir（紀家發飾）炒了魷魚。其後，孟波在老友海怪（吳康寧飾）的酒吧中，偶遇了富商趙世百的千金女兒阿雪（孫佳君飾），得知她是為了逃避与表哥陳先生（雷宇揚飾）的婚約而離家出走。趙世百找到孟波，并開出巨額報酬，委托其照顧女兒的安全。
陳先生心懷鬼胎，想利用与阿雪的婚約吞併趙家財產，但突遭不明來歷的殺手（伊凡威飾）殺死。阿雪想找表哥攤牌，卻与殺手迎面碰上。為了殺人滅口，殺手到處跟蹤阿雪。孟波使出渾身解數，終於製服了殺手。怎料，曾与孟波多次搭訕的美女惠香（宣萱飾）突然出現，要殺孟波為父報仇。而知道內情的海怪，向惠香道明了真相：當初惠香的父親石松（陸劍明飾）為給女兒籌錢治病，不惜貪污公款，走投無路下在孟波面前自殺而死。孟波為了順利拿到保險金和保住惠香性命，故意讓外界認為殺死石松的人是他。惠香知道真相後，終於放下了延續多年的仇恨。
孟波應邀參加趙世百舉辦的晚會，但紀Sir帶著手下前來襲擊，抓走了趙世百。而擔心父親安全的阿雪隨後也被帶走。孟波唯有再次出馬，潛入敵人所布下的天羅地網，最後發現幕後的主腦是下半身癱瘓的二叔（周志輝飾）。一輪激戰之後，孟波終於將所有人質全部救出。
阿雪在与孟波的交往中，對其漸生好感。正當阿雪欲以身相許之時，孟波卻沒有接受。阿雪只有留下一封寫給孟波的信，和父親移民外國。孟波用得到的巨額報酬開了偵探社，但仍然熱衷於流連街頭尋覓美女。當他又一次發現目標之時，發現對方竟然是惠香……

## 演員表
括號內為原作漫畫中的相對角色。
- 周文健 飾 孟　波（冴羽獠）
- 孫佳君 飾 阿　雪
- 葉芳華 飾 芽　子（野上冴子）
- 吳康寧 飾 海　怪（海怪／伊集院隼人）
- 紀家發 飾 紀幫辦
- 宣　萱 飾 惠　香（槇村香）
- 鍾慧儀 飾 劉　丹
- 伊凡威 飾 殺　手
- 周志輝 飾 二　叔
- 雷宇揚 飾 陳先生
- 陸劍明 飾 石　松（槇村秀幸）
- 盧敏儀 飾 司　儀

## 与原作差別
- 原作故事發生地點為日本，而本片的故事地點設定在香港。
- 惠香在原作中是孟波朋友的妹妹，而本片中的惠香為孟波朋友的女兒。片中的惠香還一度將孟波誤以為其殺父仇人，而展開追殺行動。

## 評價
周文健2021年接受網上頻道《威哥會館》節目訪問，表示由於《城市獵人》香港電影版權在嘉禾，本片不能以《城市獵人》之名出品。1993年，嘉禾曾出品由成龍、邱淑貞、王祖賢主演，王晶導演的《城市獵人》真人版電影，但因為主角外型及氣質与漫畫原作差異甚大，雖然票房達3000萬港幣卻未能獲得很好的反響。而本片雖為小成本制作，但片中由周文健飾演的孟波和由吳康寧飾演的海怪，被絕大多數觀眾認為演活了漫畫中的角色。

## 外部連結
- 開眼電影網上《孟波》的資料（繁體中文）
- 豆瓣电影上《孟波》的資料 （简体中文）
- 时光网上《孟波》的資料（简体中文）
- AllMovie上《孟波》的资料（英文）
- 爛番茄上《孟波》的資料（英文）
- 香港影庫上《孟波》的資料（繁體中文）
- 互联网电影数据库（IMDb）上《孟波》的资料（英文）